# فريد جحا
فريد جحا (1346- 1326 هـ/ 1927- 2005 م) باحث وناقد سوري، وأديب ومترجم ومربٍّ، عضو اتحاد الكتاب العرب.

من اليمين: عبد الكريم الأشتر، ساطع الهبراوي، خليل الهنداوي، فريد جحا، صالح الأشتر. أوائل الستينيات الميلادية

## سيرته
وُلد محمد فريد بن رفعت جحا في إدلب عام 1927م، لأسرة حلبية. وتلقَّى تعليمه الابتدائي في إدلب، والثانوي في حلب، وحصل على الشهادة الثانوية عام 1946م. ثم مضى إلى دمشق وانتسب إلى كلية الآداب في الجامعة السورية (جامعة دمشق حاليًّا) أول افتتاحها، ومنها نال الإجازة في اللغة العربية وآدابها عام 1950م، ومن أساتذته فيها: شاعرُ الشام شفيق جبري (عميد الكلية)، وأمجد الطرابلسي، وسعيد الأفغاني، وإبراهيم الكِيلاني، وعادل العوَّا، وعز الدين التنوخي، وحكمة هاشم، وجميل صليبا، ومحمد بهجة البَيطار. ومن زملائه في الدراسة أحمد راتب النفاخ الذي غدا شيخَ العربية في الشام، والبحَّاثة المحقق صالح الأشتر. وأعدَّ أطروحة دكتوراه في السوربون بعنوان (الحياة الفكرية في حلب في القرن التاسع عشر).
عمل مدرسًا ومديرًا وموجهًا تربويًّا. عُيِّن مُدرِّسًا للأدب العربي في ثانويات حلب، وشغل منصب مدير ثانوية إبراهيم هنانو عام 1955م، ثم مدير مدرسة التجهيز الأولى بحلب (ثانوية المأمون) عام 1958م. وفي عام 1964م عُيِّن مُفتشًا في المدارس الثانوية، وفي أيلول من عام 1970م أصبح موجهًا اختصاصيًّا لمادة اللغة العربية وآدابها في حلب.
كان متقنًا للغة الفرنسية، وله ترجمات عنها، وهو صديق للأديب الفرنسي جان غولمييه. وكان مندوبَ سورية في المؤتمر العام لليونسكو بباريس عام 1966م. وهو عضو في اتحاد الكتاب العرب جمعية النقد الأدبي.
تزوَّج عام 1953م وله أربعة أولاد.

## آثاره
1. جوانب إنسانية في تاريخنا وقوميتنا (دراسة): حلب 1959م.
2. الحنين واللقاء في شعر المهجر (دراسة): حلب 1961م.
3. الحنين واللقاء في أدب المهجر (دراسة): حلب 1961م.
4. العروبة في شعر المهجر (دراسة): بيروت 1964م.[3]
5. كتب أنصفت حضارتنا (دراسة): اتحاد الكتاب العرب - دمشق 1978م.
6. مدينة إيزيس تاريخ العرب الحقيقي، لبيير روسي (ترجمة عن الفرنسية): دمشق 1980م.
7. من حديث القلب والعقل (دراسة): دمشق 1981م.
8. سيرة ابن سينا، مع الأستاذ محمود فاخوري: دمشق 1982م.
9. إلياس قنصل الشاعر والكاتب والإنسان العربي (دراسة): دمشق 1983م.
10. الحياة الفكرية في حلب في القرن التاسع عشر (دراسة): دار الأهالي 1985م.
11. أبو حامد الغزالي (دراسة): دار طلاس دمشق.
12. لاسكاريس العرب، رواية لجان سوبلان (ترجمة عن الفرنسية): دار طلاس دمشق.
13. فيكتور هيجو حياته وأدبه وفنه ومكانته في تاريخ الأدب.
14. القدس في فلسطين، لجورج مونتارون (ترجمة عن الفرنسية).
15. تراثنا في ميدان علم النبات.
16. حلب مدينة الماضي والحاضر والمستقبل.
17. جورج صيدح الشاعر والكاتب والصديق والإنسان.

وله أكثر من 40 كتابًا مخطوطًا معدًّا للنشر، ونشر مقالات في مجلات الأديب والآداب (في لبنان)، والمعرفة والثقافة والضاد (في سورية).
وأهدى إليه أصدقاؤه ومحبوه كتابًا بعنوان (تحية لفريد جحا بمناسبة بلوغه الخامسة والستين).

## وفاته
توفي يوم الأربعاء 7 جُمادى الآخرة 1426هـ الموافق 13 يوليو (تموز) 2005م.